# Філіпенко Тетяна Михайлівна
Тетяна Михайлівна Філіпенко (нар. 22 травня 1969, м. Курахове[джерело не вказане 1390 днів], Донецька область, УРСР) — український педагог, вчителька історії та правознавства, переможниця Всеукраїнського конкурсу «Учитель року» (2007) у номінації «Правознавство», Заслужений вчитель України, Відмінник освіти України, спеціаліст вищої категорії, вчитель-методист.

## Життєпис
У 1989 році закінчила Олександрійське педагогічне училище імені В. О. Сухомлинського. У 1995 році — Донецький державний університет.
Вчителька історії та правознавства, класна керівниця в НВК міста Курахове (згодом — Курахівська гімназія «Престиж» Мар'їнської районної ради). За сумісництвом — методист Мар'їнського районного центру координації та розвитку освіти та викладач авторської творчої майстерні Донецького обласного інституту післядипломної педагогічної освіти.
Багаторазовий член журі Всеукраїнського конкурсу «Учитель року» в номінації «Правознавство», IV етапу Всеукраїнської учнівської олімпіади з правознавства, Всеукраїнського турніру юних правознавців.
Переможниця ІІІ етапу огляду-конкурсу на кращу організацію правоосвітньої та правовиховної роботи у загальноосвітніх навчальних закладах Донецької області (2015).
Член робочої групи МОН України спільно з Радою Європи з розробки Шкільного календаря з прав дитини (2015—2016), в якому виступила авторкою вступної лекції та Розділу 5 «Січень — Права людини і державотворення».[джерело не вказане 1390 днів]
Тренерка Всеукраїнської Програми підтримки освітніх реформ в Україні «Демократична школа», яка на думку педагогині відповідає її баченню демократичних змін у сучасній українській школі.
26 вересня 2019 року Тетяна Михайлівна дебютувала лекторкою в Освітньому центрі Верховної Ради України[джерело не вказане 1390 днів].
У 2015—2020 була членом виконкому Курахівської міської ради.
З 2021 року начальниця Управління освіти Курахівської міської ради.

## Доробок
- Тетяна Філіпенко підготувала 42 переможців IV етапу Всеукраїнських олімпіад з історії та правознавства станом на 2016.[джерело не вказане 1390 днів]
- Серед них Олександр Мішин, африканіст і співзасновник  Центру дослідження Африки та Іван Примаченко, співзасновник найбільшої платформи онлайн-освіти в Україні Prometheus[8].
- Співавторка підручників з основ правознавства для 9, 10 та 11 класів загальноосвітньої школи (гриф Міністерства освіти та науки України):
  - Основи правознавства. 9 клас: підручник: для загальноосвіт. навч. закл. / Тетяна Михайлівна Філіпенко, Володимир Лукич Сутковий. — Київ: Генеза, 2017. — 206 с. : іл. 53 020 пр. — ISBN 978-966-11-0859-1.
  - Правознавство (профільний рівень). 10 клас: підручник для закл. заг. серед. освіти / Тетяна Михайлівна Філіпенко, Володимир Лукич Сутковий. — Київ: Генеза, 2018. — 351 с. : кольор. іл. — ISBN 978-966-11-0298-8.
  - Правознавство. 10 клас: підруч. для загальноосвіт. навч. закладів: рівень стандарту, акад. рівень / Степан Богданович Гавриш, Володимир Лукич Сутковий, Тетяна Михайлівна Філіпенко. — 2-ге вид. — К. : Генеза, 2011. — 415 с. : іл. 5023 пр. — ISBN 978-966-11-0019-9.
  - Правознавство. 10 клас. II семестр: плани-конспекти уроків за новою програмою: рівень стандарту, академ. рівень: посібник / Тетяна Михайлівна Філіпенко. — К. : Шкільний світ, 2010.– 208, [1] с. — (Бібліотека «Шкільного світу». Гуманітарний напрям) 1000 пр. — ISBN 978-966-451-521-1
  - Правознавство. 11 клас: підруч. для загальноосвіт. навч. закл. : профільний рівень / Степан Богданович Гавриш, Володимир Лукич Сутковий, Тетяна Михайлівна Філіпенко. — К. : Генеза, 2011. — 414 с. 5 023 пр. — ISBN 978-966-11-0078-6
  - Історія України: тренувальні тести для підготовки до ЗНО / Олександр Петрович Мокрогуз, Олена Василівна Атамась, Жанна Миколаївна Гаврилюк, Світлана Євгенівна Коніщева, Тетяна Михайлівна Філіпенко. — К. : Генеза, 2013. — 174 с. — (Зовнішнє незалежне оцінювання. 2013) 30 023 пр. — ISBN 978-966-11-0056-4.